# Tole glabra
Tole glabra is een geslacht van pissebedden uit de superfamilie Janiroidea. De wetenschappelijke naam van de soort is voor het eerst geldig gepubliceerd in 1908 door Harriet Richardson. Tole glabra is niet aan een familie toegewezen en wordt ondergebracht in de Janiroidea incertae sedis.